# ۱۳۷۴ (خورشیدی)
سال ۱۳۷۴ هجری خورشیدی، سالی عادی است.

## رویدادها
- ۱۶ مهر: تبدیل روستای فیروزآباد خزل در استان همدان ایران به شهر فیروزان
- اسفند - تأسیس حزب کارگزاران سازندگی در آستانه انتخابات مجلس پنجم
- شهریور - ربوده شدن هواپیمای ایران پرواز کیش ایر ۷۰۷ (بوئینگ ۷۰۷) به اسرائیل (پایگاه هوایی اسرائیل در نزدیکی شهر «ایلات»)

۱۵ فروردین:وقوع شورش ۱۳۷۴ اسلامشهر و سرکوب خونین آن توسط نظام جمهوری اسلامی ایران و سپاه پاسداران انقلاب اسلامی و سایر نهاد های نظامی و امنیتی حکومت.

## زادروزها

### فروردین

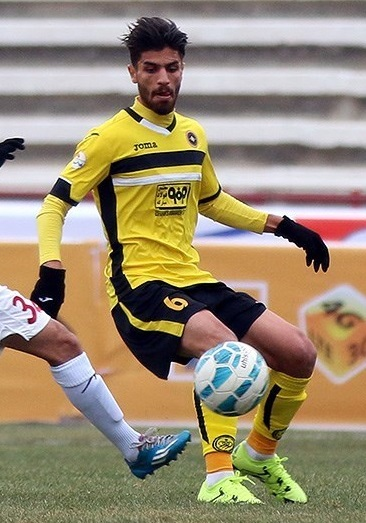
میلاد سرلک

- ۶ فروردین - میلاد سرلک، فوتبالیست
- ۲۹ فروردین - آرزو حکیمی مقدم، قایقران

### اردیبهشت
- ۱ اردیبهشت - محمدرضا مهنی‌نسب، بازیکن فوتبال پنج نفره
- ۱۸ اردیبهشت - علی ارسلان، کشتی گیر فرنگی کار
- ۲۶ اردیبهشت - حسین بهرامی، فوتبالیست

### خرداد
- ۱ خرداد - ارسلان قاسمی، بازیگر

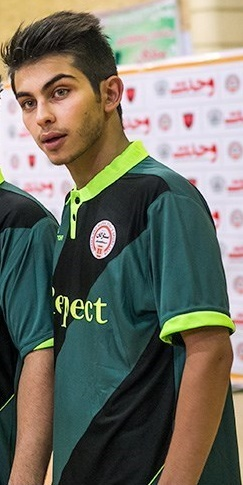
ارسلان قاسمی

- ۶ خرداد - صادق رحیمی، بازیکن فوتبال پنج نفره
- ۱۵ خرداد - محمدعلی پیران، والیبالیست
- ۱۸ خرداد - ملیکا عبدالکریمی، تیرانداز

رامین زینالی ۲۹ خرداد 
=== تیر ===۵

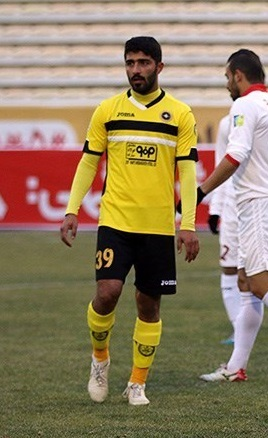
محمد روشندل

- ۵ تیر - محمد رحمانی، پژوهشگر برتر جهان اسلام
- ۱۱ تیر - محمد روشندل، فوتبالیست
- ۲۱ تیر - بهنام یخچالی، بسکتبالیست
- ۲۱ تیر - حامد بحیرایی، فوتبالیست

### مرداد

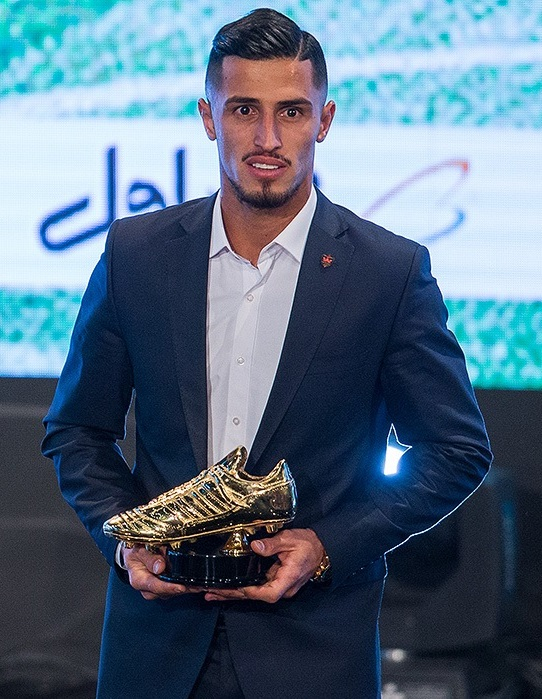
علی علیپور

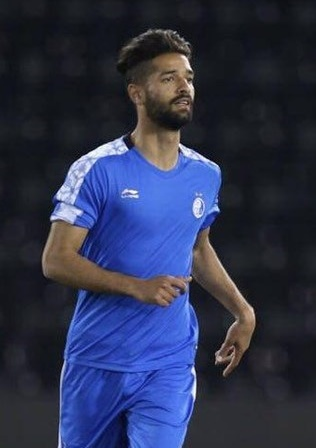
آرمین سهرابیان

- ۴ مرداد - آرمین سهرابیان، فوتبالیست
- ۱۱ مرداد - علی علیپور، فوتبالیست
- ۱۲ مرداد - محمدرضا سلیمانی، فوتبالیست
- ۲۷ مرداد - شهاب زاهدی، فوتبالیست

### شهریور
- ۱۴ شهریور - علی غلامی، فوتبالیست
- ۳۱ شهریور - پویا ایدنی، شطرنج باز

رامین زینالزاده  رزمی کار

### مهر
- مهر - سپیده قلیان، فعال معدنی و زندانی سیاسی

### آبان
- ۱ آبان - هانیه رجبی، ووشوکار

### آذر
- ۲ آذر - میلاد زکی‌پور، فوتبالیست

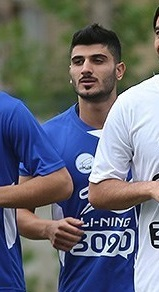
میلاد زکی‌پور

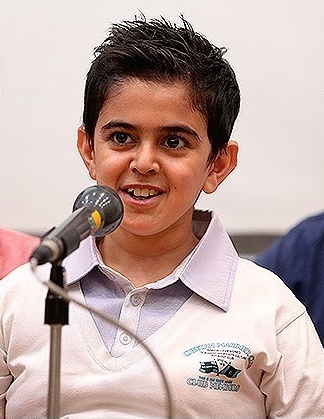
امیرمحمد متقیان

- ۶ آذر - محمدجواد معنوی‌نژاد، والیبالیست
- ۸ آذر - مسلم اولادقباد، بازیکن فوتسال
- ۱۳ آذر - امیرمحمد متقیان، مجری تلویزیون

### دی

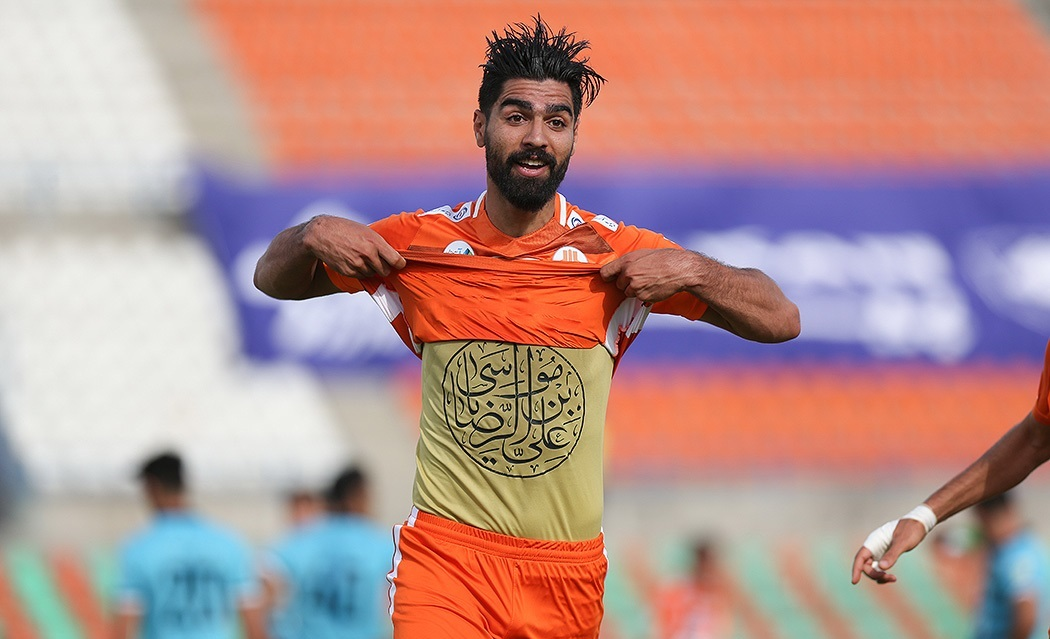
رضا اسدی

- ۳ دی - امیر مقاره، خواننده
- ۵ دی - صابر دیده‌ور، فوتبالیست
- 15 دی - مهدی پاک نیا، اسطوره قرن
- ۲۷ دی - رضا اسدی، فوتبالیست

### بهمن
- بهمن - بیتا توکلی، بازیگر (مرگ ۱۳۸۴)
- ۳ بهمن - مجتبی گلیج، کشتی گیر آزادکار
- ۵ بهمن - عظیم گوک، فوتبالیست
- ۷ بهمن - امیرمحمد مظلوم، فوتبالیست
- ۲۰ بهمن - امیرحسین کریمی، فوتبالیست

### اسفند
- ۶ اسفند - علی هزامی، فوتبالیست
- ۱۸ اسفند - یوسف سیدی، فوتبالیست

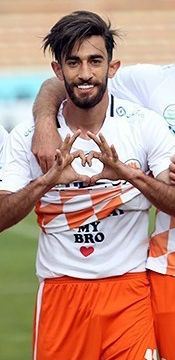
علی قلی‌زاده

- ۱۹ اسفند - آرمان عبدالعالی ، بسکتبالیست ، دانش آموخته حقوق دانشگاه جامع علمی کاربردی ، دانش آموخته و دانشجوی مهندسی پزشکی دانشگاه پردیس تربیت مدرس ، دوست و عامل جنایت قتل غزاله شکور [۱] [۲]
- ۲۰ اسفند - علی قلی‌زاده، فوتبالیست

## درگذشت‌ها

### فروردین

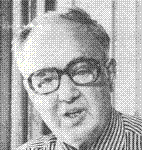
محمدجواد مشکور

- ۲۰ فروردین - حسین سرشار، خواننده اپرا (زاده ۱۳۱۳)
- ۲۰ فروردین - پیمان سنندجی‌زاده، بازیگر (زاده ۱۳۵۲)
- ۲۵ فروردین - محمدجواد مشکور، زبانشناس و نویسنده (زاده ۱۲۹۷)

### اردیبهشت

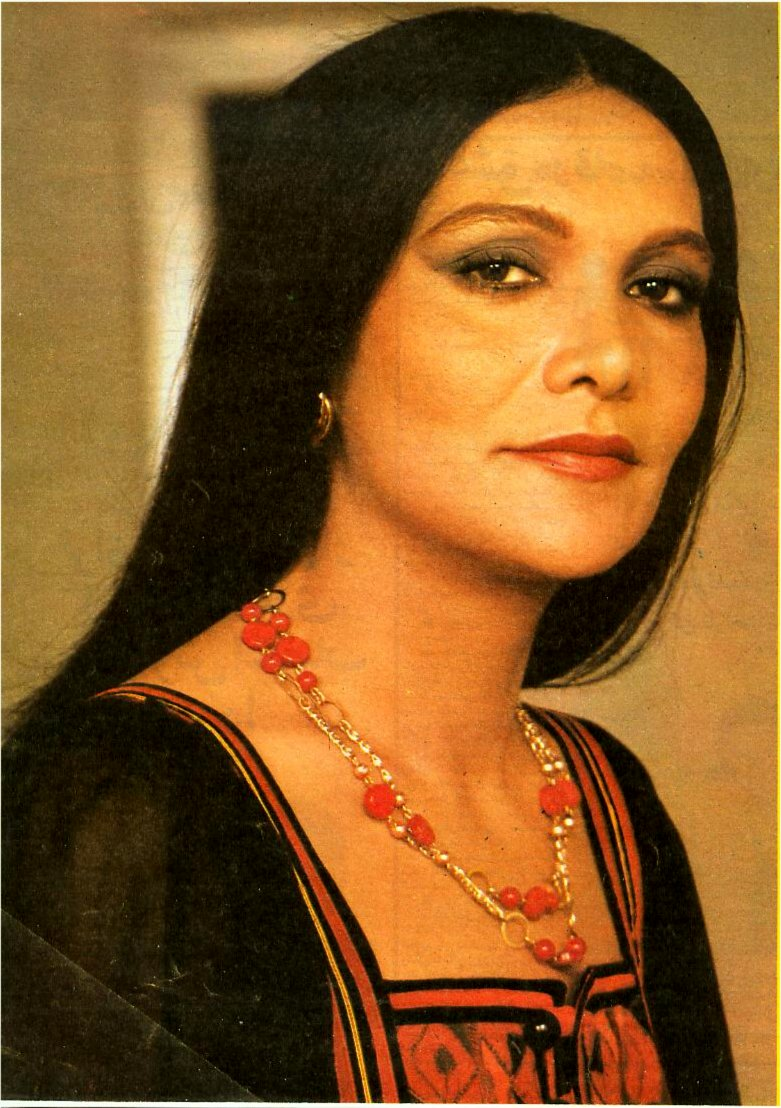
گیتی پاشایی

- اردیبهشت - پهلوان علی‌آقا جاویدان، باستانی کار (زاده ۱۳۱۱)
- ۱۷ اردیبهشت -گیتی پاشایی، خواننده و بازیگر (زاده ۱۳۱۹)
- ۲۲ اردیبهشت - رضا عبده، کارگردان تئاتر (زاده ۱۳۴۱)
- ۲۹ اردیبهشت - علامه شیخ محمدتقی شوشتری، فقیه  (زادهٔ ۱۳۲۰ هـ.ق.)

### خرداد

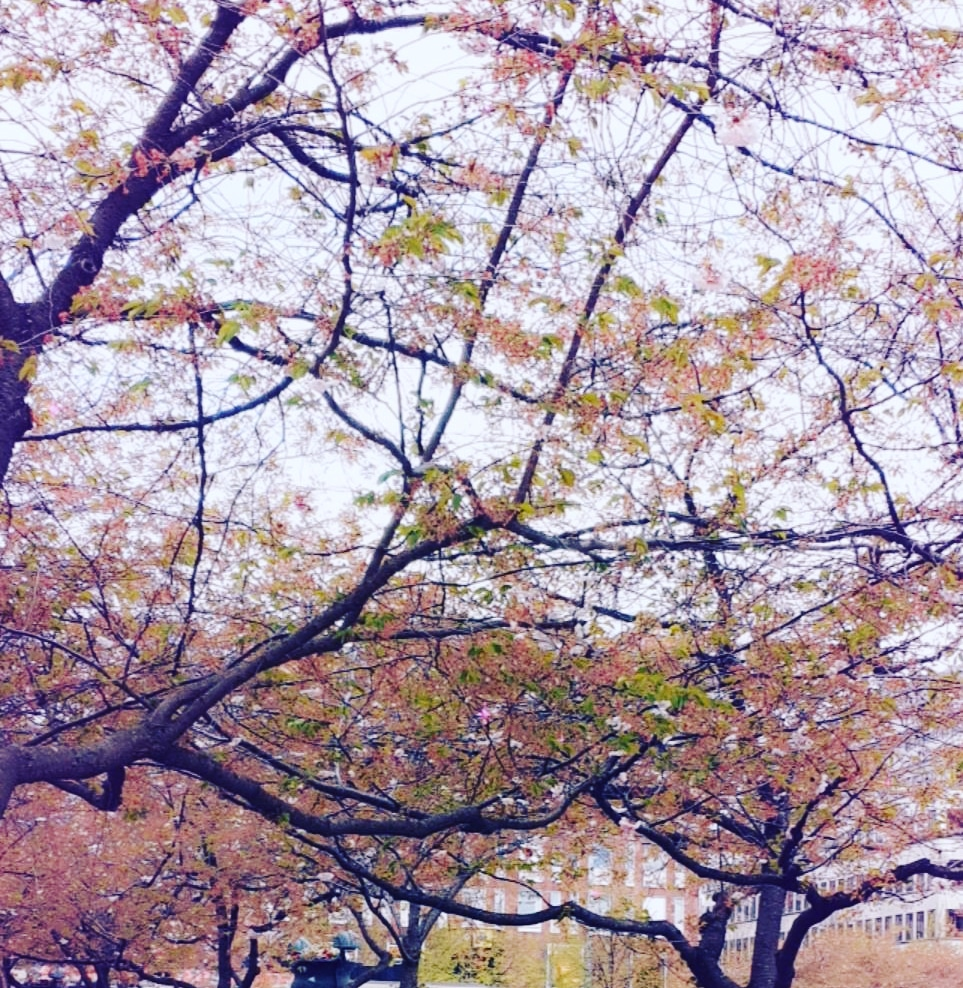
علی‌اصغر بهاری

- خرداد - محمود حریری، فوتبالیست و بنیان‌گذار باشگاه فوتبال سپاهان اصفهان (زاده ۱۲۸۱)
- ۲۰ خرداد - علی اصغر بهاری، نوازنده کمانچه (زاده ۱۲۸۴)

### تیر

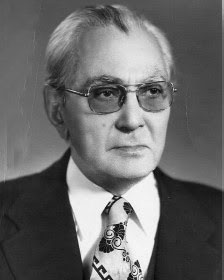
کریم سنجابی

- ۴ تیر - مصلح‌الدین مهدوی، اصفهانشناس، نویسنده، پژوهشگر و تارینگار (زاده ۱۲۹۴)
- ۱۳ تیر - کریم سنجابی، رهبر جبهه ملی ایران، وزیر فرهنگ در دولت محمد مصدق و نود و سومین وزیر خارجه ایران در دولت مهدی بازرگان (زاده ۱۲۸۳)
- ۱۷ تیر - آیت‌الله سید محمدحسین حسینی طهرانی، فیلسوف، عارف و فقیه شیعه (زاده ۱۳۰۵)

### مرداد

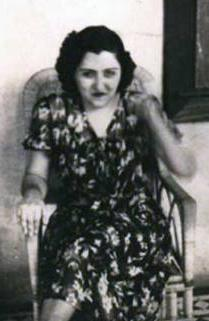
عصمت دولتشاهی

اسفندیار اسفندیاری

- ۳ مرداد - عصمت دولتشاهی، ملکه ایران و آخرین همسر رضاشاه (زاده ۱۲۸۴)
- ۶ مرداد - اکبر محسنی، آهنگساز (زاده ۱۲۹۱)
- ۱۲ مرداد - دکتر اسفندیار اسفندیاری، پژوهشگر، گیاه شناس، قارچ‌شناس و استاد دانشگاه (زاده ۱۲۸۸)

### شهریور

عبدالله سوری

- ۱۳ شهریور - عبدالله سوری، سیاستمدار (زاده ۱۳۰۰)
- ۱۵ شهریور - رضا گنجه‌ای، نویسنده و روزنامه نگار (زاده ۱۲۸۶)
- ۲۳ شهریور - فرهاد فریدپاک، بنیان‌گذار شیلات شمال ایران (زاده ۱۲۸۹)
- ۲۵ شهریور، حشمت‌الله لرنژاد، موسیقیدان و خواننده (زاده ۱۳۲۶)

### مهر

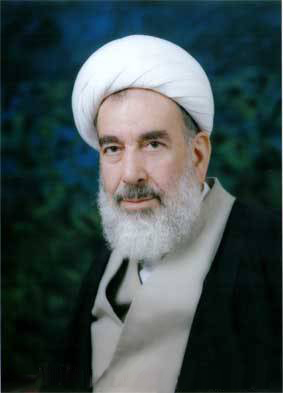
حسن صافی اصفهانی

- ۷ مهر - آیت‌الله حسن صافی اصفهانی، فقیه (زاده ۱۲۹۸)
- ۱۲ مهر  -هژیر داریوش، کارگردان سینما (زاده ۱۳۱۷)

### آبان

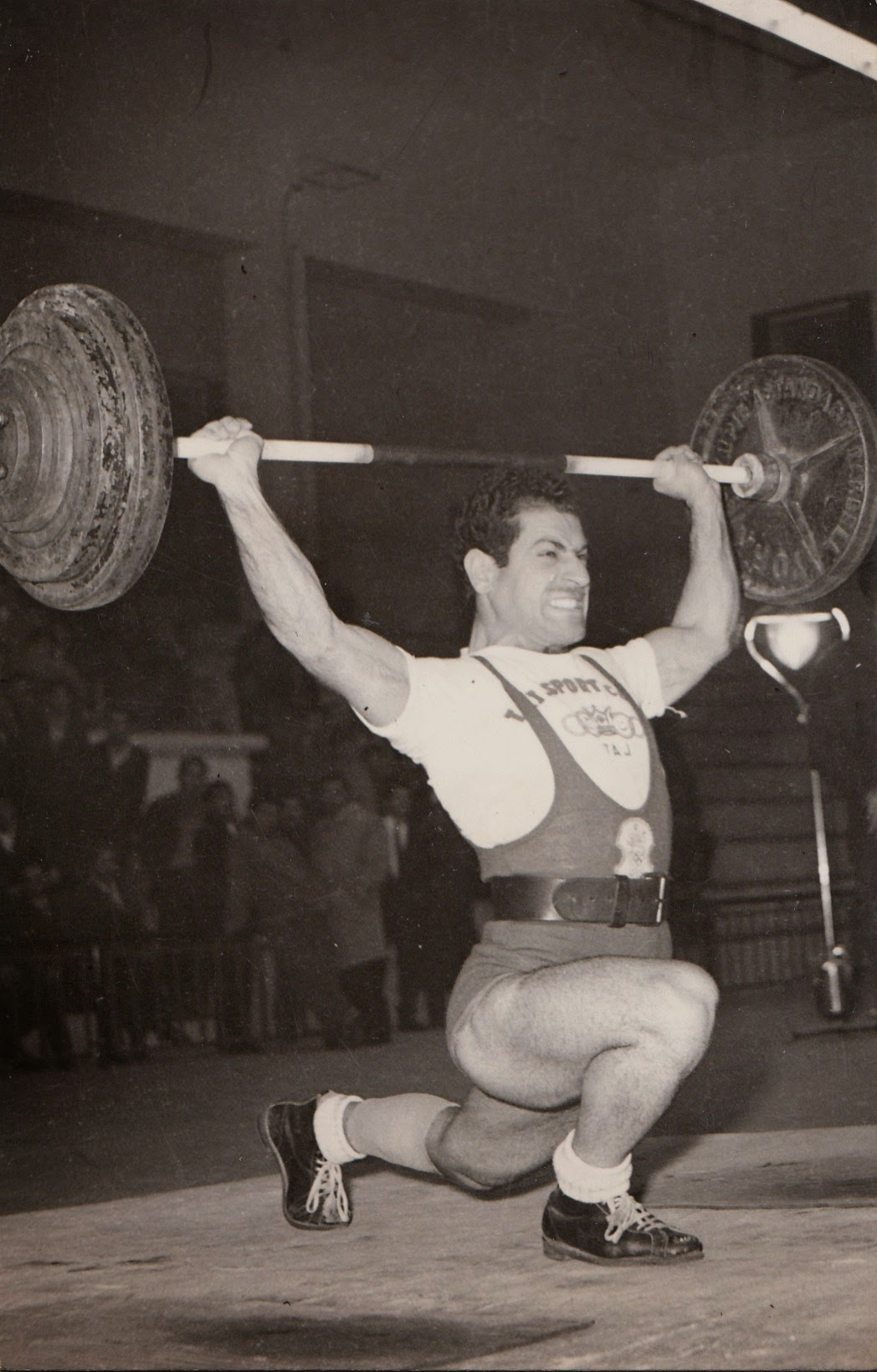
هنریک تمرز

- ۲ آبان -احمد میر علائی، محقق و مترجم (زاده ۱۳۲۱)
- ۱۹ آبان - هنریک تمرز، وزنه‌بردار ایرانی ارمنی تبار (زاده ۱۳۱۴)
- ۲۱ آبان - حمید دیرین، خوشنویس (زاده ۱۳۱۵)

### آذر

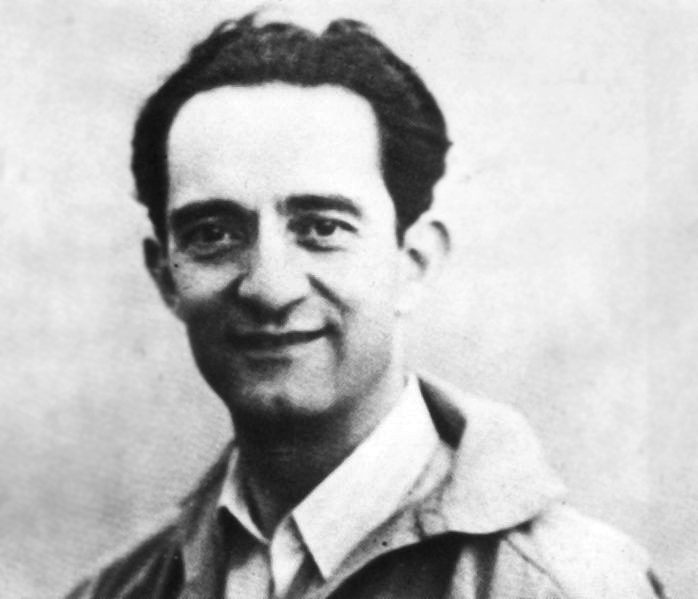
ابوالحسن صدیقی

- آذر - سید محمدتقی فاطمی، ریاضیدان (زاده ۱۲۸۳)
- آذر - فاضل خداداد، بازرگان (زاده ۱۳۲۲)
- ۶ آذر - سید صادق گوهرین، نویسنده، محقق و مصحح (زاده ۱۲۹۳)
- ۲۰ آذر - ابوالحسن صدیقی، نقاش و مجسمه ساز (زاده ۱۲۷۳)
- ایران دفتری، هنرپیشه تئاتر و سینما (زاده ۱۲۸۶)

### دی
- ۲ دی - منوچهر  حامدی، بازیگر (زاده ۱۳۱۸)
- ۸ دی - مهدی امیرقاسم خانی، کارگردان و فیلم بردار (زاده ۱۳۰۶)

### بهمن

سیاوش کسرایی

محمدجعفر محجوب

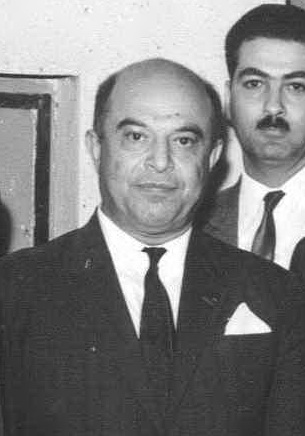
نصرت‌الله کاسمی

- ۶ بهمن - شیخ جعفر مجتهدی، عارف (زاده ۱۳۰۳)
- ۶ بهمن - سیروس آتابای، مترجم، شاعر و نویسنده و نوه رضاشاه پهلوی (زاده ۱۳۰۸)
- ۸ بهمن - محقق طباطبایی، محقق و کتابشناس (زاده ۱۳۰۸)
- ۱۵ بهمن - نصرت‌الله کاسمی، پزشک و سیاستمدار (زاده ۱۲۹۰)
- ۱۹ بهمن - سیاوش کسرایی، شاعر، نقاش و از اعضای کانون نویسندگان ایران (زاده ۱۳۰۵)
- ۲۷ بهمن - محمدجعفر محجوب، نویسنده، محقق و فرهنگ‌نویس (زاده ۱۳۰۳)

### اسفند

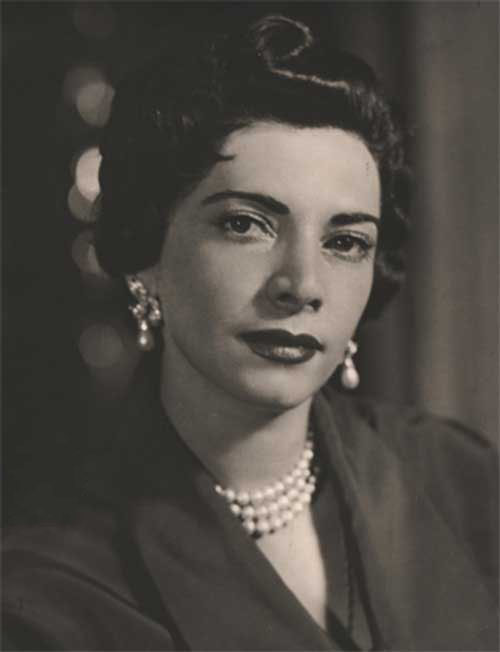
شمس پهلوی

ایران دفتری

- ۱۰ اسفند - یونس دردشتی، خواننده (زاده ۱۲۸۸)
- ۱۰ اسفند - شمس پهلوی، دومین فرزنده رضاشاه (زاده ۱۲۹۶)
- ۱۲ اسفند - امیر بیداریان‌نژاد، نوازنده تمبک (زاده ۱۳۱۱)
- ۲۶ اسفند - ایران دفتری، از بازیگران زن پیشگام سینمای ایران (زاده ۱۲۸۶)